# Molfetta Sportiva 1994-1995
Questa voce raccoglie le informazioni riguardanti la Molfetta Sportiva nelle competizioni ufficiali della stagione 1994-1995.

## Divise e sponsor
Due divise per la stagione '94-'95:
| Manica sinistra · Manica sinistra · Maglietta · Maglietta · Manica destra · Manica destra · Pantaloncini · Pantaloncini · Calzettoni | Manica sinistra · Maglietta · Maglietta · Manica destra · Pantaloncini · Calzettoni |

## Organigramma societario
Area direttiva
- Presidente: ing. Raffaele Belgiovine
- General manager: rag Onofrio Ventrella

Area organizzativa
- Segretario generale: Nicolò De Robertis

Area tecnica
- Direttore sportivo: Franco De Bari
- Allenatore: Leonardo Bitetto

## Rosa
| N. |                   | Ruolo | Calciatore            |
| -- | ----------------- | ----- | --------------------- |
|    | Italia (bandiera) | P     | Massimiliano Federici |
|    | Italia (bandiera) | P     | Dario Loporchio       |
|    | Italia (bandiera) | P     | Francesco Monaco      |
|    | Italia (bandiera) | D     | Michele Anaclerio     |
|    | Italia (bandiera) | D     | Espedito Chionna      |
|    | Italia (bandiera) | D     | Riccardo Chionna      |
|    | Italia (bandiera) | D     | Dario Italia          |
|    | Italia (bandiera) | D     | Francesco Nettis      |
|    | Italia (bandiera) | C     | Davide Bucci          |
|    | Italia (bandiera) | C     | Giovanni Colonna      |
|    | Italia (bandiera) | C     | Mauro De Bari         |

| N. |                   | Ruolo | Calciatore                  |
| -- | ----------------- | ----- | --------------------------- |
|    | Italia (bandiera) | C     | Roberto Gagliardi           |
|    | Italia (bandiera) | C     | Andrea Giannone             |
|    | Italia (bandiera) | C     | Alvaro Gneri                |
|    | Italia (bandiera) | C     | Andrea La Forgia            |
|    | Italia (bandiera) | C     | Alessandro La Penna         |
|    | Italia (bandiera) | C     | Vito Tuttisanti             |
|    | Italia (bandiera) | A     | Fabio Salvatore Di Domenico |
|    | Italia (bandiera) | A     | Gianluca Iurilli            |
|    | Italia (bandiera) | A     | Giovanni Miccoli            |
|    | Italia (bandiera) | A     | Angelo Oliva                |
|    | Italia (bandiera) | A     | Vincenzo Santoruvo          |

## Risultati

### Campionato

#### Girone di andata
| 4 settembre 1994 1ª giornata | Albanova | 3 – 0 | Molfetta |  |

| 11 settembre 1994 2ª giornata | Molfetta | 0 – 0 | Formia |  |

| 18 settembre 1994 3ª giornata | Bisceglie | 1 – 0 | Molfetta |  |

| 25 settembre 1994 4ª giornata | Molfetta | 1 – 1 | Frosinone |  |

| 2 ottobre 1994 5ª giornata | Molfetta | 1 – 1 | Sangiuseppese |  |

| 9 ottobre 1994 6ª giornata | Fasano | 3 – 0 | Molfetta |  |

| 16 ottobre 1994 7ª giornata | Molfetta | 0 – 0 | Battipagliese |  |

| 23 ottobre 1994 8ª giornata | Trani | 2 – 0 | Molfetta |  |

| 30 ottobre 1994 9ª giornata | Molfetta | 0 – 0 | Astrea |  |

| 6 novembre 1994 10ª giornata | Avezzano | 3 – 2 | Molfetta |  |

| 13 novembre 1994 11ª giornata | Molfetta | 1 – 1 | Matera |  |

| 20 novembre 1994 12ª giornata | Sporting Benevento | 1 – 0 | Molfetta |  |

| 27 novembre 1994 13ª giornata | Molfetta | 0 – 2 | Nocerina |  |

| 4 dicembre 1994 14ª giornata | Vastese | 1 – 1 | Molfetta |  |

| 11 dicembre 1994 15ª giornata | Molfetta | 1 – 1 | Savoia |  |

| 18 dicembre 1994 16ª giornata | Castrovillari | 2 – 0 | Molfetta |  |

| 23 dicembre 1994 17ª giornata | Molfetta | 2 – 0 | Catanzaro |  |

#### Girone di ritorno
| 15 gennaio 1995 18ª giornata | Molfetta | 0 – 0 | Albanova |  |

| 22 gennaio 1995 19ª giornata | Formia | 4 – 0 | Molfetta |  |

| 29 gennaio 1995 20ª giornata | Molfetta | 1 – 1 | Bisceglie |  |

| 12 febbraio 1995 21ª giornata | Frosinone | 3 – 0 | Molfetta |  |

| 26 febbraio 1995 22ª giornata | Sangiuseppese | 0 – 1 | Molfetta |  |

| 5 marzo 1995 23ª giornata | Molfetta | 2 – 1 | Fasano |  |

| 12 marzo 1995 24ª giornata | Battipagliese | 1 – 0 | Molfetta |  |

| 19 marzo 1995 25ª giornata | Molfetta | 0 – 1 | Trani |  |

| 26 marzo 1995 26ª giornata | Astrea | 0 – 1 | Molfetta |  |

| 2 aprile 1995 27ª giornata | Molfetta | 2 – 2 | Avezzano |  |

| 9 aprile 1995 28ª giornata | Matera | 3 – 1 | Molfetta |  |

| 15 aprile 1995 29ª giornata | Molfetta | 0 – 1 | Sporting Benevento |  |

| 23 aprile 1995 30ª giornata | Nocerina | 2 – 0 | Molfetta |  |

| 30 aprile 1995 31ª giornata | Molfetta | 0 – 1 | Vastese |  |

| 7 maggio 1995 32ª giornata | Savoia | 2 – 0 | Molfetta |  |

| 14 maggio 1995 33ª giornata | Molfetta | 0 – 0 | Castrovillari |  |

| 21 maggio 1995 34ª giornata | Catanzaro | 3 – 0 | Molfetta |  |

#### Play-out
| Molfetta 11 giugno 1995 andata Play-out | Molfetta | 0 – 0 referto | Astrea | Stadio Paolo Poli |

| Roma 18 giugno 1995 ritorno Play-out                                                                      | Astrea    | 4 – 1 referto         | Molfetta | Stadio Casal del Marmo (500 spett.) |
| \| \| \| \| \| Ferretti 3’ Pugliese 14’ Paris 39’ Castagnari 61’ \| Marcatori \| 47’ (rig.) Tuttisanti \| |           |                       |          |                                     |
| |           |                       |          |                                     |
| Ferretti 3’ Pugliese 14’ Paris 39’ Castagnari 61’                                                         | Marcatori | 47’ (rig.) Tuttisanti |          |                                     |